# Theologie der Hoffnung
Theologie der Hoffnung ist die bekannteste Schrift des evangelischen Theologen Jürgen Moltmann und begründete seinen internationalen Ruf. Sie erschien 1964 und ist angeregt durch Ernst Blochs Das Prinzip Hoffnung.
Moltmann stellt darin der „Welt ohne Gott“ von Ernst Bloch den „Gott der Hoffnung“ aus dem Römerbrief gegenüber.
Dabei geht er von drei Schlüsselbegriffen aus:
1. dem Begriff der göttlichen Verheißung
2. dem Konzept der „Auferweckung des gekreuzigten Christus“
3. einem Verständnis der Geschichte als „Mission des Reiches Gottes“.

Die Verheißung ist für Moltmann die Voraussetzung für den Glauben, die nicht vom Menschen geschaffen wird, sondern von Gott ausgeht und die erst das „Nichtzweifeln an dem, was man nicht sieht“ (Hebräer 11,1) möglich macht.
Die Auferweckung Christi ist ihm nur im Blick auf eine allgemeine Eschatologie wichtig. Diese grenzt er aber von einem allgemeinen Fortschrittsglauben ab, weil sie die des gekreuzigten Christus ist und daher den Verfolgten und Unterdrückten die Hoffnung bringt, dass es für sie eine neue Zukunft gibt.
Das Reich Gottes sieht er nicht erst in einer außerirdischen Welt, sondern er sieht es als Auftrag der Christen an, schon in der geschichtlichen Wirklichkeit bei ihrer Arbeit die konkrete Utopie eines Reichs Gottes auf Erden anzustreben.
Moltmann begründete zusammen mit Wolfhart Pannenberg eine eschatologische Ausrichtung in der evangelischen Theologie, die in der Politischen Theologie Johann Baptist Metz’ ihre katholische Entsprechung hatte.
Karl Barth, Karl Rahner und Hans Urs von Balthasar standen dieser Position kritisch gegenüber, da sie stärker am Prinzip der Jenseitshoffnung festhielten.
Das Buch wurde in zahlreiche Sprachen übersetzt, u. a. ins Niederländische, Englische, Italienische, Japanische, Französische, Spanische und Kroatische. Von der deutschen Ausgabe erschienen bis 2005 14 Auflagen.

## Bibliographische Angaben
- Jürgen Moltmann: Theologie der Hoffnung. Untersuchungen zur Begründung und zu den Konsequenzen einer christlichen Eschatologie. 14. Auflage, Gütersloher Verlags-Haus, Gütersloh 2005, ISBN 978-3-579-05224-3.